# Strefa bezatomowa

Kraje zaznaczone na mapie na niebiesko są w strefie bezatomowej. Kolor czerwony – mają broń atomową. Pomarańczowy – na ich terytorium jest broń atomowa sojuszników. Żółty – żadne z powyższych, należą do Układu o nierozprzestrzenianiu.

Strefa bezatomowa (strefa nienuklearna) – wyznaczony obszar wolny od broni nuklearnej. Oznacza to, że na danym obszarze obowiązuje zakaz stosowania i magazynowania broni atomowej i istnieje międzynarodowy system kontroli takiego zakazu. Tworzenie takich stref przewiduje Układ o nierozprzestrzenianiu broni jądrowej w art. 7. Wolę wyznaczenia tego rodzaju stref w poszczególnych regionach wyrażono w odpowiednich traktatach:
- 1959 – traktat antarktyczny obejmujący tereny Antarktyki;
- 1967 – układ z Tlatelolco – obszar Ameryki Łacińskiej;
- 1985 – układ z Rarotonga – obszar południowo-wschodniego Pacyfiku;
- 1995 – układ z Bangkoku – obszar południowo-wschodniej Azji;
- 1996 – układ z Kairu – obszar Afryki
- 2006 – układ z Siemipałatyńska – obszar Azji Środkowej.

Mongolia została uznana za strefę bezatomową przez rezolucję Zgromadzenia Ogólnego ONZ z 4 grudnia 1998.
Konferencja dwa plus cztery zakazała umieszczania bądź stosowania broni jądrowej na terenie byłego NRD. 
Do obszarów bezatomowych zalicza się również dno mórz i oceanów oraz wnętrze ziemi pod tym dnem znajdujące się poza 12-milową granicą morza terytorialnego (układ z 1971 r., wszedł w życie w 1972 r.). oraz przestrzeń kosmiczną, wraz z Księżycem i innymi ciałami niebieskimi (Traktat o przestrzeni kosmicznej z 1967 r., wszedł w życie w tym samym roku).
Układ o zakazie prób broni nuklearnej w atmosferze, w przestrzeni kosmicznej i pod wodą z 1963 r. zabrania jakichkolwiek wybuchów jądrowych w wymienionych środowiskach. 